# Hernán Buenahora
Hernán Buenahora Gutiérrez (Barichara, vermoedelijk 18 maart 1967) is een voormalig Colombiaans wielrenner.

## Biografie
Hernán Buenahora werd geboren in Barichara, Colombia. Wanneer is voor iedereen eigenlijk een raadsel, want bij een brand in het gemeentehuis van zijn dorp zijn grote hoeveelheden geboorteaktes verbrand. Buenahora heeft altijd gezegd geboren te zijn op 18 maart 1967, maar geruchten doen de ronde dat hij eigenlijk vijf jaar ouder is. Met een jongere leeftijd kon Buenahora namelijk makkelijker een ploeg vinden. Ook op late leeftijd was hij nog steeds een toprenner, vooral in de Zuid-Amerikaanse wedstrijden.
Buenahora brak in Europa door tijdens de Ronde van Frankrijk van 1995 waar hij de top 10 haalde in het eindklassement en ook de prijs van de strijdlust won. Hij viel vrijwel dagelijks aan en werd meteen een held in Colombia, in een tijd dat het Colombiaanse wielrennen in een dip begon te zitten na de roemruchte jaren 80.
In de Tour van 1996 viel hij al in de eerste etappe en moest opgeven. Daarna was het een tijdje stil rond hem. In 1998 won hij nog op indrukwekkende wijze de Ronde van Catalonië bij de Vitalicio-Seguros ploeg. Daarna ging hij rijden voor de ploeg van Gianni Savio, Colombia - Selle Italia, waar hij op 33-jarige leeftijd weer wist op te bloeien. Hij legde onder meer beslag op de 6de plaats in het eindklassement van de Giro in 2000.
In 2005 stond hij op het punt voor de tweede maal de Ronde van Colombia te winnen. In de laatste rit, waarin hij nog stevig in de leiderstrui zat, sloeg echter het noodlot toe. Buenahora reed lek, en de organisatie plaatste vervolgens een barricade achter hem zodat zijn ploegleiding niet tot bij hem kon geraken. De organisatie deed dit omdat de grote concurrent van Buenahora, Walter Pedraza, uit Bogota kwam en nog in een kansrijke positie verkeerde. Buenahora zou die rit niet uitrijden en aan de finishstreep braken naderhand rellen uit. Ironisch genoeg wist Pedraza de ronde uiteindelijk niet te winnen, maar kon Libardo Niño de ronde op zijn naam schrijven. 

## Belangrijkste overwinningen
1990
- 6e etappe Ronde van Colombia

1994
- 11e etappe Ronde van Colombia

1996
- 11e etappe Ronde van Colombia

1997
- 3e etappe Ronde van Colombia

1998
- 7e etappe Ronde van Catalonië
- 8e etappe Ronde van Catalonië
- Eindklassement Ronde van Catalonië

1999
- 8e etappe Clasico RCN

2001
- 6e etappe Ronde van Colombia
- 7e etappe Ronde van Colombia
- 9e etappe Ronde van Colombia
- 15e etappe Ronde van Colombia
- Eindklassement Ronde van Colombia

2004
- Proloog Clasico RCN
- 7e etappe Clasico RCN
- Eindklassement Clasico RCN

2005
- 13e etappe Ronde van Colombia

2006
- 6e etappe Ronde van Táchira
- 13e etappe Ronde van Colombia
- Eindklassement Clasico Banfoandes

2007
- 4e etappe Ronde van Táchira
- 12e etappe Ronde van Táchira

2008
- 8e etappe Ronde van Colombia
- 11e etappe Ronde van Colombia

## Resultaten in voornaamste wedstrijden
| Jaar | Ronde van Italië | Ronde van Frankrijk | Ronde van Spanje |
| ---- | ---------------- | ------------------- | ---------------- |
| 1991 |                  |                     | opgave           |
| 1992 |                  |                     | 16e              |
| 1993 | opgave           |                     | 13e              |
| 1994 | opgave           | 18e                 |                  |
| 1995 | 18e              | 10e                 |                  |
| 1996 | 11e              | opgave              | opgave           |
| 1997 | opgave           | 22e                 |                  |
| 1998 | 27e              | opgave              |                  |
| 1999 | 15e              | 64e                 |                  |
| 2000 | 6e               |                     |                  |
| 2001 | 13e              |                     |                  |
| 2004 |                  |                     | 32e              |